# Filmfestivals in Belgien und Luxemburg
Die Filmfestivals in Belgien und Luxemburg gehen bis in die 1970er Jahre zurück. Heute gibt es in der Region insgesamt etwa dreißig Filmfestivals, von denen die meisten in Brüssel stattfinden.

## Programmgestaltung und Geschichte

### Überblick
Einerseits fehlen in Belgien und Luxemburg große nicht-spezialisierte internationale Filmfestivals wie etwa die Berlinale in Deutschland, die Viennale in Österreich oder Locarno in der Schweiz. Andererseits gibt es viele auf ein bestimmtes Genre, ein Thema oder eine Region spezialisierte Festivals, von denen einige in ihrem Bereich Weltrang haben.
Dazu zählt das Flanders International Film Festival Ghent. 1974 aus studentischem Umfeld entstanden, zieht es mittlerweile jährlich 110.000 Zuschauer nach Gent und ist damit das größte Filmfestival Belgiens. Seine Besonderheit liegt im Fokus auf Filmmusik, was auch Konzerte von Filmmusik mit einschließt.
Überregionale Bedeutung hat auch das Festival International du Film Francophone in Namur mit seiner Spezialisierung auf den französischsprachigen Film. Seit 1998 besitzt es einen bedeutenden Filmmarkt.
Das Brussels International Fantastic Film Festival gilt als eines der weltweit wichtigsten Festivals für Fantasy-, Horror- und Science-Fiction-Film.
Der kleine Bruder des Brussels International Fantastic Film Festival ist das ebenfalls auf Fantasyfilm spezialisierte Cynenygma in Luxemburg. Auch das populäre Festival International du Film d’Amour (FIFA) in Mons, das als das größte Filmfestival im französischsprachigen Belgien gilt, hat einen thematischen Fokus: Es zeigt Liebesfilme und lobt dafür seit 1999 auch einen internationalen Wettbewerb aus. 
Das bereits seit 1976 im kleinen Ort Moustier-sur-Sambre veranstaltete Festival du Cinéma Belge ist eine jährliche Werkschau des belgischen Filmschaffens und dient als Treffpunkt der nationalen Filmszene des Landes. 
Mehrere Festivals legen ihren Schwerpunkt auf eine bestimmte Region. Das FestCEAL – Festival Cinémas d’Espagne et d’Amerique Latine in Brüssel zeigt Arbeiten aus Spanien und Lateinamerika und entstand 1998 durch den Zusammenschluss des Spanish Film Festival (gegründet 1993) und des Latin American Film Festivals (gegründet 1997). Das Festival Cinéma Méditerranéen à Bruxelles ist auf das Filmschaffen des Mittelmeerraums spezialisiert. Filme aus Italien werden schon seit 1984 bei SINTESI – Rendez-vous du cinéma italien in Brüssel gezeigt. Afrikanisches Kino ist bei Afrique Taille XL in Brüssel, am Cinémaf Afrikaans Filmfestival in Antwerpen und am Afrika-Filmfestival in Löwen zu finden – alle drei Filmfestivals sind jüngeren Entstehungsdatums.
Im Bereich des Kurzfilms sind Media 10/10 und das International Short Film Festival Leuven Kort die ältesten Veranstaltungen. Media 10/10 in Namur zeigt Kurzfilme aus der Französischen Gemeinschaft, während Leuven Kort sowohl einen flämischen als auch einen europäischen Wettbewerb besitzt. Weitere Kurzfilmfestivals sind das Festival du Court Métrage de Bruxelles und das Festival International du Court-Métrage de Luxembourg, beide mit internationaler Ausrichtung.
Anima in Brüssel ist auf Animationsfilme spezialisiert. Internationale und belgische Dokumentarfilme zeigt Filmer à tout prix in Brüssel. Für den internationalen Independentfilm existiert das Festival international du film indépendant de Bruxelles, das aus der Super-8-Bewegung entstanden ist. Auf Kinder- und Jugendfilme aus Europa spezialisiert ist das Europees Jeugdfilmfestival Vlaanderen in Antwerpen und Brügge.
Der Nachwuchsförderung verschrieben sind das Festival International des Ecoles de Cinéma (FIDEC) in Huy und das Brussels European Film Festival. Während das viertägige FIDEC Kurzfilme zeigt, die in Filmhochschulen entstanden sind, und dafür auch einen internationalen Wettbewerb ausrichtet, sind beim European Film Festival Spiel-, Dokumentar-, Kurz- und Animationsfilme zu sehen, die Erst- oder Zweitfilme europäischer Regisseure sind.

### Liste der Festivals mit Gründungsjahr, Ort und Termin
| seit | Name des Filmfestivals                                     | Ort                 | Termin     |
| ---- | ---------------------------------------------------------- | ------------------- | ---------- |
| 1972 | Media 10/10                                                | Namur               | November   |
| 1974 | Flanders International Film Festival Ghent                 | Gent                | Oktober    |
| 1974 | Festival international du film indépendant de Bruxelles    | Brüssel             | November   |
| 1976 | Festival du Cinéma Belge                                   | Moustier-sur-Sambre | März       |
| 1978 | Filmer à tout prix                                         | Brüssel             | November   |
| 1982 | Anima                                                      | Brüssel             | Februar    |
| 1983 | Brussels International Fantastic Film Festival             | Brüssel             | April      |
| 1984 | Festival International du Film d'Amour                     | Mons                | Februar    |
| 1984 | Cinema Novo                                                | Brügge              | März       |
| 1984 | SINTESI – Rendez-vous du cinéma italien                    | Brüssel             | Februar    |
| 1986 | Festival International du Film Francophone                 | Namur               | Sept./Okt. |
| 1987 | Europees Jeugdfilmfestival Vlaanderen                      | Antwerpen, Brügge   | Feb./März  |
| 1992 | Festival Cinéma Méditerranéen à Bruxelles                  | Brüssel             | Nov./Dez.  |
| 1995 | International Short Film Festival Leuven                   | Löwen               | Dezember   |
| 1996 | Afrika-Filmfestival                                        | Löwen               | Apr./Mai   |
| 1996 | Cinénygma Luxembourg International Film Festival           | Luxemburg           | Oktober    |
| 1998 | Festival du Court Métrage de Bruxelles                     | Brüssel             | Apr./Mai   |
| 1998 | FestCEAL – Festival Cinémas d'Espagne et d Amérique Latine | Brüssel             | November   |
| 2000 | Festival International des Ecoles de Cinéma (FIDEC)        | Huy                 | Oktober    |
| 2003 | Brussels European Film Festival                            | Brüssel             | Juni/Juli  |
| 2004 | Cinémaf Afrikaans Filmfestival                             | Antwerpen           | Sept./Okt. |
| 2004 | Festival International du Court-Métrage de Luxembourg      | Luxemburg           | Sept./Okt. |
| 2005 | Afrique Taille XL                                          | Brüssel             | April      |
| 2007 | Director's Cut Film Festival                               | Luxemburg           | Oktober    |
| 2007 | Filmfestival Oostende                                      | Ostende             | September  |
| 2008 | Razorreel Film Festival                                    | Brügge              | Okt./Nov.  |
| 2011 | Luxembourg City Film Festival                              | Luxemburg           | Feb./März  |

## Organisationsstrukturen und Finanzierung

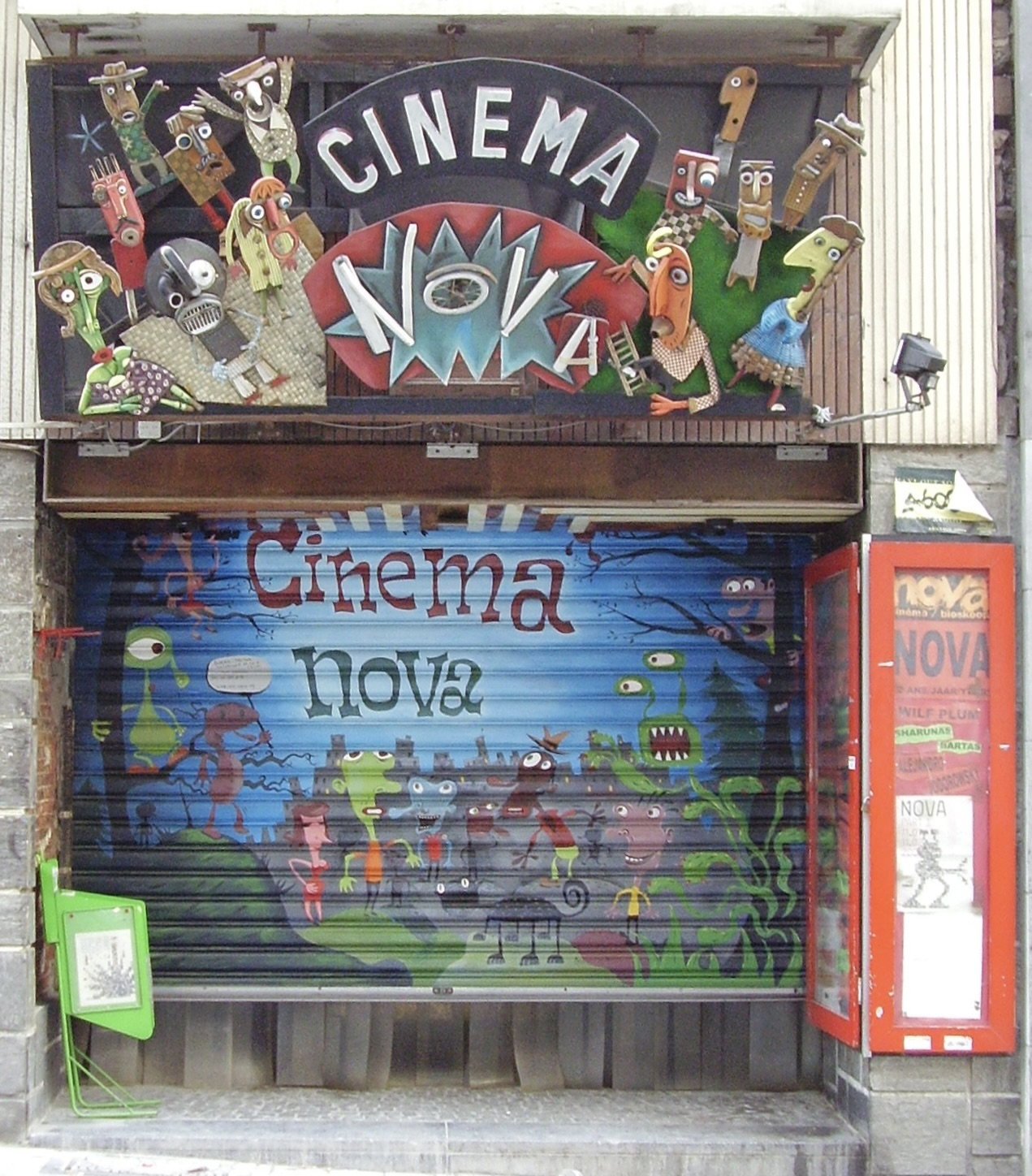
Das Programmkino Cinéma Nova, eine Spielstätte des Brussels International Festival of Fantastic Films

Die überwiegende Anzahl an Filmfestivals in Belgien und Luxemburg wird von associations sans but lucratif (Kurzform: a.s.b.l.) veranstaltet. Beispiele dafür sind etwa die Apas Films Production a.s.b.l. beim Festival International du Court-Métrage du Luxembourg und die Folioscope a.s.b.l. bei Anima. Eine a.s.b.l. ist eine nicht-kommerziell orientierte Sonderform des Vereins nach belgischen und luxemburgischen Recht, die mit der association de la loi 1901 in Frankreich vergleichbar ist. 
Die Existenz einiger Filmfestivals in Belgien geht auf politische Initiative zurück. Der Hauptveranstalter von Media 10/10 ist der Service de la Culture der Provinz Namur, während das Festival International du Film Francophone in Namur von der Internationalen Organisation der Frankophonie organisiert wird. Das Festival International du Film d'Amour hingegen wurde vom späteren Bürgermeister von Mons gegründet. 
Öffentliche Förderungen stellen die Finanzierung der meisten Festivals sicher. Wichtige Geldgeberinnen sind hierbei die beiden großen Gemeinschaften Belgiens, namentlich die Französische Gemeinschaft Belgiens und die Flämische Gemeinschaft, sowie die Region Brüssel-Hauptstadt. In Brüssel angesiedelte Filmfestivals werden manchmal von allen dreien unterstützt, etwa das Brussels International Fantastic Film Festival. Außerhalb der Hauptstadt kommen oft die Provinzen und Städte hinzu, so erhält zum Beispiel das Europees Jeugdfilmfestival Vlaanderen auch Förderungen von der Provinz Westflandern, der Provinz Antwerpen und der Stadt Brügge. Im europäischen Vergleich auffallend hoch ist die Anzahl der belgischen Filmfestivals, die über das Media-Programm von der Europäischen Union gefördert werden, darunter Anima, das Brussels European Film Festival, das Europees Jeugdfilmfestival Vlaanderen und das Festival du Court Métrage de Bruxelles. Eine geringere, vor allem bei kleineren auf ausländische Filme spezialisierten Festivals zum Tragen kommende Rolle als Geldgeber spielen schließlich die Botschaften anderer Staaten.

## Netzwerke
Akkreditiert beim internationalen Filmproduzentenverband FIAPF sind das Brussels International Fantastic Film Festival, das Festival International de Film Francophone de Namur und das Flanders International Film Festival Ghent – jeweils als Festival mit spezialisiertem internationalen Wettbewerb (siehe auch: Liste der FIAPF-akkreditierten Filmfestivals). Weder Belgien noch Luxemburg stellen ein Festival der A-Kategorie.
Insgesamt vierzehn Filmfestivals in Belgien, darunter neun in Brüssel, sowie Cinénygma in Luxemburg sind Mitglieder der European Coordination of Film Festivals, die ihren Sitz in Brüssel hat. Damit stellen im wichtigsten europäischen Filmfestivalverband nur die großen EU-Länder Frankreich, Deutschland, Italien und Spanien mehr Mitglieder als Belgien. 
Das Brussels International Fantastic Film Festival und Cynénygma sind Mitglieder der European Federation of Fantastic Film Festivals (EFFFF), der rund ein Dutzend Filmfestivals in Europa angehören.

## Filmpreise
Internationale Bedeutung haben erwartungsgemäß nur jene Filmpreise, die auf den großen Festivals vergeben werden. Dazu gehören die Bayards d’Or (benannt nach Pierre du Terrail, Chevalier de Bayard) des Festival International du Film Francophone, der Georges Delerue Award (für die beste Filmmusik) und der Grand Prix des Flanders International Film Festival Ghent sowie der Pegasus, der Goldene Rabe, der Silberne Rabe und der Silberne Méliès (benannt nach Georges Méliès) des Brussels International Fantastic Film Festivals.
Darüber hinaus vergeben aber auch die meisten anderen Filmfestivals in Belgien und Luxemburg Filmpreise in verschiedenen Kategorien und mit unterschiedlich hoher Dotierung.